# Sympycnus minutus
Sympycnus minutus är en tvåvingeart som beskrevs av Octave Parent 1932. Sympycnus minutus ingår i släktet Sympycnus och familjen styltflugor.
Artens utbredningsområde är Bolivia. Inga underarter finns listade i Catalogue of Life.